# 傑夫瑞氏捲管螺
傑夫瑞氏捲管螺（学名：Inquisitor jeffreysi）为捲管螺科玉米捲管螺屬下的一个种。